# Tylodina fungina
Tylodina fungina is een slakkensoort uit de familie van de Tylodinidae. De wetenschappelijke naam van de soort is voor het eerst geldig gepubliceerd in 1865 door Gabb.